# Võ sĩ (phim 2010)
Võ sĩ (tựa gốc tiếng Anh: The Fighter) là một phim điện ảnh tiểu sử thể thao chính kịch của Mỹ năm 2010 do David O.Rusell đạo diễn, với sự tham gia của Mark Wahlberg, Christian Bale, Amy Adams và Melissa Leo. Nội dung phim xoay quanh cuộc đời của tay đấm quyền anh Micky Ward (Wahlberg) và người anh trai Dicky Eklund (Bale). Adams thủ vai vai bạn gái của Micky Charlene Fleming, Leo trong vai mẹ của Dicky-Micky Alice Eklund-Ward. Võ sĩ là phim điện ảnh thứ ba mà đạo diễn Rusell và nam diễn viên Wahlberg hợp tác sau Three Kings và I Heart Huckabees.
Võ sĩ được phát hành tại một số rạp ở khu vực Bắc Mỹ vào ngày 17 tháng 12 năm 2010 và phát hành tại Anh vào ngày 4 tháng 2 năm 2011 Phim còn giành bảy đề cử Oscar, gồm phim hay nhất và đạo diễn xuất sắc nhất, đồng thời giành giải nam diễn viên phụ xuất sắc nhất (Bale), nữ diễn viên phụ xuất sắc nhất (Leo). Đây là bộ phim đầu tiên chiến thắng cả hai hạng mục diễn viên nữ và nam phụ kể từ phim Hannah and Her Sisters (1986).

## Mở đầu
Micky Ward (Wahlberg) là một võ sĩ quyền anh hạng nặng người Mỹ đến từ Lowell, Massachusetts, được quản lý bởi mẹ mình, Alice Ward (Melissa Leo) và được đào tạo bởi anh trai mình, Dicky Eklund (Christian Bale). Micky đã không có một sự nghiệp thành công như mong đợi. Anh luôn bị các đối thủ khác hạ đo ván trên sàn đấu. Một vấn đề phức tạp là thời kỳ đỉnh cao sự nghiệp của Dicky đã qua đi, giống như Sugar Ray Leonard vào năm 1978 (trước khi Leonard trở thành nhà vô địch thế giới), đã từng sụp đổ và trở nên nghiện ngập. Ông hiện đang được quay phim cho một bộ phim tài liệu HBO mà ông tin đó sẽ là sự trở lại của mình.
Vào đêm cuộc so găng ở thành phố Atlantic, đối thủ dự kiến của Micky bị ốm, và người thay thế là một võ sĩ nặng hơn Micky gần 7.5 Kg. Mặc dù đặt cửa cho Micky, song mẹ và anh trai anh vẫn đồng ý các điều khoản để họ có thể thu lời. Micky là miếng mồi ngon cho các đấu sĩ hạng nặng trong một trận đấu dường như đã được dàn xếp. Quá xấu hổ và thất vọng về thất bại của mình, Micky đã cố gắng để rút lui khỏi giới quyền anh và dần hình thảnh mối quan hệ với Charlene Fleming (Amy Adams), một sinh viên bỏ học và trở thành người pha chế đồ uống.
Sau vài tuần, Alice tiếp tục sắp xếp một cuộc đấu khác cho MIcky, dù trước đó anh từng có ý định giã từ sự nghiệp. Mẹ ông đổ lỗi cho Charlene và sự thiếu động lực của Micky. Micky nói rằng anh đã nhận được một lời đề nghị làm việc tại Las Vegas với một mức thù lao khủng, nhưng Dicky khuyên anh rằng nên ở lại tiếp tục cống hiến cho gia đình. Dicky sau đó đã cố gắng có được tiền bằng thủ đoạn lấy bạn gái mình giả làm gái điếm, để một khi cô có được khách hàng, cô liền mạo danh thành sĩ quan cảnh sát và ăn cắp tiền của khách. Tuy nhiên kế hoạch này đã sớm thất bại bởi